# Worcester's Men
The Earl of Worcester's Men (Homens do Conde de Worcester) era uma companhia de atores na Inglaterra renascentista.
Uma primeira formação que destacava o figurino de William Somerset, Terceiro Conde de Worcester, está entre as companhias que fizeram uma turnê no país em meados do século XVI. Uma segunda versão desta companhia existiu nas décadas de 1580 e 1590; pouco se sabe de suas atividades, ainda que em 1583 incluiu Edward Alleyn de 16 anos, ao princípio de sua ilustre carreira.